# 黃頸溝翅螢金花蟲
黃頸溝翅螢金花蟲（学名：Theopea collaris）为金花蟲科溝翅螢金花蟲下的一个种。